# Dean Sturridge
Dean Constantine Sturridge (* 26. Juli 1973 in Birmingham) ist ein ehemaliger englischer Fußballspieler. Der Stürmer bestritt ein Großteil seiner aktiven Karriere bei Derby County; sein Neffe Daniel Sturridge ist ebenfalls Profifußballer.

## Sportlicher Werdegang
Sturridge durchlief die Jugendabteilung von Derby County und bestritt am 11. Januar 1992 gegen Southend United das erste Pflichtspiel (0:1) für den Zweitligisten. In den folgenden Jahren etablierte sich der junge Stürmer weiter in der Stammformation, sammelte zudem im Dezember 1994 beim viertklassigen Leihverein Torquay United weitere Spielpraxis und war dann mit 20 Toren in der Saison 1995/96 ein wichtiger Faktor, dass Derby County erstmals in die Premier League aufstieg. Auch in der englischen Eliteklasse war er mit elf Ligatreffern in der Spielzeit 1996/97 erfolgreich und mitverantwortlich für den letztlich sicheren Klassenerhalt – zu den Toren zählte ein besonderes spektakulärer Treffer gegen den FC Arsenal. Er bestritt 4½ Jahre für die „Rams“ in der Premier League und erzielte in dieser Zeit 32 Meisterschaftstore.
Im Januar 2001 wechselte Sturridge für 375.000 Pfund zum Ligakonkurrenten Leicester City, wo er jedoch deutlich weniger Erfolg hatte. Vor allem nach der weit beachteten Verpflichtung von Ade Akinbiyi für fünf Millionen Pfund war sein Platz in der Mannschaft stark gefährdet. Bereits im November 2001 liehen ihn die „Foxes“ an den Zweitligaklub Wolverhampton Wanderers aus. Der Einstand bei den „Wolves“  war mit vier Toren in den ersten beiden Partien äußerst eindrucksvoll und bereits an den Weihnachtstagen 2001 einigten sich die Parteien auf einen dauerhaften Transfer für 350.000 Pfund. Sein sportliches Hoch hielt weiter an und mit 21 Pflichtspieltreffern war Sturridge der beste Schütze seines Klubs in der Saison 2001/02. Im Jahr darauf steuerte er elf weitere Tore bei und konnte am Ende den zweiten Erstligaaufstieg in seiner Karriere feiern. Die Premier-League-Spielzeit 2003/04 der Wolves stand jedoch unter keinem guten Stern; der verletzungsgeplagte Sturridge kam in nur fünf Partien zum Zuge und wurde zur Saisonmitte kurzzeitig an Sheffield United ausgeliehen. Auch nach seiner Rückkehr nach Wolverhampton gelang es Sturridge nicht, an die vergangenen Leistungen anzuknüpfen und einen Stammplatz zurückzuerobern und wechselte im März 2005 ablösefrei zu den Queens Park Rangers.
In London wurde offenkundiger, dass sich Sturridges Profikarriere dem Ende entgegen neigte. In den elf Einsätzen für die „Hoops“ blieb er ohne eigenen Treffer und im Dezember 2005 verkündete der Klub das vorzeitige Ende des kurzen Intermezzos. Ende Juni 2006 versuchte sich der Angreifer noch einmal bei den niederklassigen Kidderminster Harriers, wo er trotz weitgehender Anerkennung durch den Trainer für die Unterstützung der Spieler abseits des Platzes nur sechs Partien absolvierte und nach Ablauf der Saison 2006/07 keinen neuen Kontrakt mehr erhielt.